# Gabon Airlines
Gabon Airlines – gabońska linia lotnicza z siedzibą w Libreville.